# Linia kolejowa Torino – Milano
Linia kolejowa Turyn-Mediolan – jedna z głównych linii kolejowych we Włoszech, łącząca Turyn z Mediolanem.
Kolej jest dwutorowa o standardowej szerokości toru i w pełni zelektryfikowana pądem stałym 3000 V. Łączy miasta Settimo Torinese, Chivasso, Santhià, Vercelli, Novara, Magenta i Rho. Od lutego 2006 istnieje kolej dużych prędkości Turyn - Mediolan.